# Литванија на Светском првенству у атлетици на отвореном 2011.
Литванија је учествовала на 13. Светском првенству у атлетици на отвореном 2011. одржаном у Тегу од 27. августа до 4. септембра десети пут, односно учествовала је под данашњим именом на свим првенствима од 1993. до данас. Репрезентацију Литваније представљало је 15 такмичара (6 мушкараца и 9 жена) који су се такмичили у исто толико дисциплина.,
На овом првенству Литванија није освојила ниједну медаљу, али оборен је један лични рекорд и постигнута су три најбоља лична резултата сезоне. У табели успешности према броју и пласману такмичара који су учествовали у финалним такмичењима (првих 8 такмичара) Литванија је са 2 учесника у финалу делила 36. место са освојених 8 бодова.
| Плас. | Земља     | 1. место | 2. место | 3. место | 4. место | 5. место | 6. место | 7. место | 8. место | Бр. финал. | Бод. |
| ----- | --------- | -------- | -------- | -------- | -------- | -------- | -------- | -------- | -------- | ---------- | ---- |
| =36.  | Литванија | 0        | 0        | 0        | 0        | 0        | 2        | 1        | 0        | 3          | 8    |

## Учесници
| Мушкарци: - Ритис Сакалаускас — 100 м - Тадас Шушкевичиус — 50 км ходање - Повилас Миколаитис — Скок удаљ - Рајвидас Станис — Скок увис - Виргилијус Алекна — Бацање диска - Даријуш Драудвила — Десетобој | Жене: - Егле Балчиунаите — 800 м - Дијана Лобачевски — Маратон - Соната Тамошаитите — 100 м препоне - Кристина Салтанович — 20 км ходање - Brigita Virbalytė-Dimšienė — 20 км ходање - Neringa Aidietytė — 20 ккм ходање - Зинаиде Сендриуте — Бацање диска - Индре Јакубајтите — Бацање копља - Аустра Скујите — Седмобој |  |

## Резултати

### Мушкарци
| Атлетичар          | Дисциплина   | Лични рекорд | Квалификације      | Квалификације      | Група                | Група        | Полуфинале           | Полуфинале           | Финале               | Финале          | Детаљи |
| Атлетичар          | Дисциплина   | Лични рекорд | Резултат           | Место              | Резултат             | Место        | Резултат             | Место                | Резултат             | Место           | Детаљи |
| ------------------ | ------------ | ------------ | ------------------ | ------------------ | -------------------- | ------------ | -------------------- | -------------------- | -------------------- | --------------- | ------ |
| Ритис Сакалаускас  | 100 м        | 10,14 НР     | Директно пласиран  | Директно пласиран  | 10,42                | 4. у гр. 5   | Није се квалификовао | Није се квалификовао | Није се квалификовао | 44 / 71 (75)    |        |
| Тадас Шушкевичиус  | 50 км ходање | 3:52:31      |                    |                    |                      |              |                      |                      | Дисквалификован      | Дисквалификован |        |
| Повилас Миколаитис | скок удаљ    | 8,15 НР      | Три пута преступио | Три пута преступио |                      |              |                      |                      | Није се квалификовао | Нема пласман    |        |
| Рајвидас Станис    | скок увис    | 2,28         | 2,25               | 12. у гр. А        | Није се квалификовао | 20 / 31 (33) |                      |                      |                      |                 |        |
| Виргилијус Алекна  | бацање диска | 73,88 НР     | 64,21              | 3. у гр. А кв      | 64,09                | 6 / 30 (33)  |                      |                      |                      |                 |        |

#### Десетобој
| Дисциплина    | Даријуш Драудвила | Даријуш Драудвила | Даријуш Драудвила | Даријуш Драудвила | Даријуш Драудвила | Даријуш Драудвила |
| Дисциплина    | Лич. рек.         | Резултат          | Бод.              | Плас.             | Укупно            | Плас.             |
| ------------- | ----------------- | ----------------- | ----------------- | ----------------- | ----------------- | ----------------- |
| 100 м         | 10,71             | 10,90             | 883               | 13                |                   |                   |
| Скок удаљ     | 7,52              | 7,19              | 859               | 19                | 1.742             | 12                |
| Бацање кугле  | 15,61             | 14,81             | 778               | 12                | 2.520             | 11                |
| Скок увис     | 2,05              | 1,96              | 767               | 17                | 3.287             | 12                |
| 400 м         | 48,43             | 50,55             | 789               | 20                | 4.076             | 15                |
| 110 м препоне | 14,29             | 14,93             | 858               | 23                | 4.934             | 18                |
| Бацање диска  | 47,95             | без рез.          | 0                 | —                 | 4.934             |                   |
| Скок мотком   | 4,65              | није стерт.       | —                 | —                 | 4.934             |                   |
| Бацање копља  | 55,20             | није стерт.       | —                 | —                 |                   |                   |
| 1500 м        | —                 | —                 | —                 | —                 | Одустао           | Одустао           |

### Жене
| Атлетичарка                | Дисциплина    | Лични рекорд    | Квалификације    | Квалификације    | Група                 | Група      | Полуфинале            | Полуфинале            | Финале                | Финале       | Детаљи         |
| Атлетичарка                | Дисциплина    | Лични рекорд    | Резултат         | Место            | Резултат              | Место      | Резултат              | Место                 | Резултат              | Место        | Детаљи         |
| -------------------------- | ------------- | --------------- | ---------------- | ---------------- | --------------------- | ---------- | --------------------- | --------------------- | --------------------- | ------------ | -------------- |
| Егле Балчиунаите           | 800 м         | 1:59:29         |                  |                  | 2:02:88               | 6. у гр. 1 | Није се квалификовала | Није се квалификовала | Није се квалификовала | 26 / 35 (36) |                |
| Дијана Лобачевски          | маратон       | 2:35:06         |                  |                  |                       |            |                       |                       | 2:36:05 РС            | 25 / 44 (54) |                |
| Соната Тамошаитите         | 100 м препоне | 13,10 (+1,5) НР |                  |                  | 13,28                 | 6. у гр. 1 | Није се квалификовала | Није се квалификовала | Није се квалификовала | 25 / 38 (39) |                |
| Кристина Салтанович        | 20 км ходање  | 1:30:44         |                  |                  |                       |            |                       |                       | 1:31:40 ЛРС           | 6 / 37 (50)  | [ мртва веза ] |
| Brigita Virbalytė-Dimšienė | 20 км ходање  | 1:32:08         | 1:38:39          | 26 / 37 (50)     |                       |            |                       |                       |                       |              | [ мртва веза ] |
| Neringa Aidietytė          | 20 км ходање  | 1:33:54         | Дисквалификована | Дисквалификована |                       |            |                       |                       |                       |              | [ мртва веза ] |
| Зинаиде Сендриуте          | Бацање диска  | 62,49           | 61,72            | 4. у гр. А кв    |                       |            |                       |                       | 57,30                 | 12 / 23 (24) |                |
| Индре Јакубајтите          | Бацање копља  | 63,65           | 56,92            | 11. у гр. А      | Није се квалификовала | 22 / 28    |                       |                       |                       |              |                |

#### Седмобој
| Дисциплина    | Аустра Скујите | Аустра Скујите | Аустра Скујите | Аустра Скујите | Аустра Скујите | Аустра Скујите |
| Дисциплина    | Лич. рек.      | Резултат       | Бод.           | Плас.          | Укупно         | Плас.          |
| ------------- | -------------- | -------------- | -------------- | -------------- | -------------- | -------------- |
| 100 м препоне | 14,46          | 13,96 ЛР       | 984            | =23            | 984            | =23            |
| Скок увис     | 1,87           | 1,86           | 1.054          | 2              | 2.038          | =9             |
| Бацање кугле  | 17,68          | 16,71          | 976            | 1              | 3.014          | 2              |
| 200 м         | 24,82          | 26,04          | 794            | 25             | 3.808          | 6              |
| Скок удаљ     | 6,32           | 6,05           | 865            | 18             | 4.673          | 9              |
| Бацање копља  | 52,63          | 49,19 РС       | 844            | 11             | 5.517          | 7              |
| 800 м         | 2:15,92        | 2:23,21        | 780            | 23             | 6.297          | 8              |
| Укупно        | 6.437          |                |                |                | 6.297          | 8 / 28         |

Легенда: НР = национални рекорд, ЛР= лични рекорд, РС = Рекорд сезоне (најбољи резултат у сезони до почетка првества), КВ = квалификован (испунио норму), кв = квалификова (према резултату)